# Artie Butler
Pour les articles homonymes, voir Butler.
Arthur « Artie » Butler, né le 2 décembre 1942 à Brooklyn, est un arrangeur, compositeur, pianiste et organiste américain. Durant sa longue carrière, il a participé à de nombreux albums à succès et enregistrements, et a reçu plus de 60 certifications d'albums d'or et de platine.
Il est surtout connu pour avoir composé et dirigé en 1977 la musique du film d'animation Les Aventures de Bernard et Bianca des studios Disney.

## Biographie
Arthur Butler est né à Brooklyn, New York, et a appris durant son enfance à jouer de divers instruments, dont le piano, la clarinette et de la batterie. Il a été inscrit à assister à l'École secondaire Erasmus Hall. À l'âge de 13 ans, il participe à une audition pour Henry Glover de King Records, qui lui offre un contrat. Son premier single, "Lock, Stock and Barrel", crédité avec le nom Arthur Butler, est publié chez DeLuxe Records en 1957, mais n'a pas convaincu le public,,.
Au début des années 1960, il travaille comme assistant aux Bell Sound Studios de New York, où il rencontre des auteurs-compositeurs et producteurs de disques, comme Jerry Leiber et Mike Stoller. Ces derniers l'engagent et il a commence à travailler dans le Brill Building, d'abord en tant que pianiste et puis comme arrangeur. Il participe à plusieurs albums des The Drifters et autres groupes du label avant d'arranger en 1964 son premier succès, "Sally Go Round the Roses" pour Les Jaynetts, sur lequel il prétend avoir joué tous les instruments à l'exception de la guitare. Il co-écrit Alvin Robinson"s "Down Home Girl" avec Jerry Leiber (rapidement reprise en 1965 par Les Rolling Stones), et, plus tard, en 1964, il rejoint l'équipe de travail avec des auteurs-compositeurs Jeff Barry et Ellie Greenwich. Il a contribué aux claviers à plusieurs titres pour le label Red Bird Records, y compris Les Shangri-Las' "Leader of the Pack" et "Remember (Walking in the Sand)" des Dixie Cups, et The Ad Libs'' "The Boy from New York City." Il a également réalisé les arrangements des premiers titres de Neil Diamond, dont "Solitary Man" et "Cherry, Cherry," et de Janis Ian "Society's Child".
En 1967, il s'installe à Los Angeles. L'année suivante, il travaille pour A&M Records, où il rencontre des musiciens de jazz comme Herbie Hancock, et joue au piano sur la chanson de Dave Mason, "Feelin' Alright" reprise par Joe Cocker. Il s'est ensuite mis à son compte, et a suggéré à Louis Armstrong d'enregistrer la chanson "What a Wonderful World". Armstrong accepte, et Butler réalise les arrangements et enregistre la chanson avec Armstrong, malgré l'opposition du président d'ABC Records Larry Newton. À partir des années 1970, Butler arrange de nombreux succès commerciaux, y compris "Laughter in the Rain" de Neil Sedaka', '"Copacabana" de Barry Manilow, et Dionne Warwick "I'll Never Love This Way Again". En 1990, il co-écrit, avec le parolier Phyllis Molinary, "Here's to Life", enregistrée par Shirley Horn , et plus tard par Barbra Streisand. Il a reçu plus de 60 d'or et de platine albums au cours de sa carrière.
Dans les années 1970, il travaille sur des films, avec la création des bandes originales pour Love Machine, On s'fait la valise, Doc ? (1972), The Harrad Experiment (1973), des films pour la télévision Wonder Woman (1974), Ma femme est dingue (1974), Rafferty et de la Poussière d'Or des Jumeaux (1975), des films Les Aventures de Bernard et Bianca de Walt Disney Pictures (1977), Sextette (1978), et O'Hara de la Femme (1982).
En 1992, il a été nommé d'un Emmy Award pour la minisérie Sinatra de CBS .
En 2004, il a travaillé avec Mike Stoller sur une scène de musique, de Rire des Questions, qui a été créée à New York en 2006, et, en 2011, a travaillé à nouveau avec Stoller et parolier Iris Rainer Dart sur la comédie musicale  The People in the Pictures.

## Filmographie
- 1971 : Love Machine
- 1972 : On s'fait la valise, Docteur ? (What's Up, Doc?)
- 1973 : The Harrad Experiment
- 1974 : Ma femme est dingue (For Pete's Sake)
- 1977 : Les Aventures de Bernard et Bianca (The Rescuers)
- 1978 : Sextette
- 1982 : O'Hara's Wife

## Discographie
Avec Van Morrison
- Blowin' Your Mind! (1967)

Avec Eddie "Cleanhead" Vinson
- The Original Cleanhead (1970)

Avec Barry Manilow
- Even Now (1978)
- Barry (1980)
- I Wanna Do It With You (1982)

Avec Bette Milder
- Broken Blossom (1977)

Avec Helen Reddy
- I Am Woman (1972)
- Love Song For Jeffrey (1974)

Avec John Travolta
- Travolta Fever (1977)

Avec Neil Sedaka
- Sedaka's Back (1974)
- Laughter In The Rain (1974)
- All You Need Is The Music (1978)